# Guaxupé
Guaxupé là một đô thị thuộc bang Minas Gerais, Brasil. Đô thị này có diện tích 285,913 km², dân số năm 2007 là 49509 người, mật độ 1,84 người/km².